# Dirhinus excavatus
Dirhinus excavatus is een vliesvleugelig insect uit de familie bronswespen (Chalcididae). De wetenschappelijke naam is voor het eerst geldig gepubliceerd in 1818 door Dalman.